# Batalla de Salta
La batalla de Salta fue un enfrentamiento armado librado el 20 de febrero de 1813 en Campo Castañares, hoy zona norte de la ciudad de Salta, norte de la República Argentina, en el curso de la Guerra de Independencia de la Argentina. El Ejército del Norte, al mando del general Manuel Belgrano y de Eustoquio Díaz Vélez como mayor general o segundo jefe, derrotó por segunda vez a las tropas realistas del brigadier Juan Pío Tristán, a las que había batido ya en septiembre anterior en la batalla de Tucumán. La rendición incondicional de los realistas garantizó el control del gobierno rioplatense sobre buena parte de los territorios del antiguo Virreinato del Río de la Plata, aseguró la región y permitió a los patriotas recuperar, provisoriamente, el control del Alto Perú.

## Antecedentes
Manuel Belgrano había aprovechado la victoria patriota de la Batalla de Tucumán, librada los días 24 y 25 de septiembre de 1812, para reforzar el ejército a su mando. En cuatro meses logró mejorar la disciplina de las tropas, proporcionarles instrucción y reclutar suficientes efectivos como para duplicar su número. El parque y artillería abandonados por Tristán en la anterior batalla le había permitido organizarse con mucha mayor soltura. A comienzos de enero, buscando marchar tranquilamente para no fatigar a las tropas, emprendió la vanguardia la marcha hacia Salta. El 13 de febrero, a orillas del río Pasaje, el ejército prestó juramento de lealtad a la Asamblea Constituyente que había comenzado a sesionar en Buenos Aires pocos días antes, y a la bandera albiceleste diseñada por Belgrano. La bandera fue conducida por el mayor general Eustoquio Díaz Vélez, a quien llevaba en medio el coronel Martín Rodríguez y el general Belgrano escoltados por una compañía de granaderos que marchaban al son de música. La ocasión –cuya solemnidad fue empleada hábilmente por Belgrano, como lo había hecho en la bendición de la bandera en Jujuy antes del Éxodo Jujeño– dio lugar al rebautismo del río con el nombre de Juramento.
Tristán, entretanto, había aprovechado la ocasión para fortificar el Portezuelo, el único acceso a la ciudad a través de la serranía desde el sudeste; la ventaja táctica que esto le suponía hubiera hecho el intento imposible, de no ser por el superior conocimiento de la zona que los lugareños conscriptos aportaran. Después de que el general Manuel Belgrano pernoctara en la Finca de Castañares, el capitán Apolinario Saravia, natural de Salta, se ofreció a guiar el ejército patriota a través de una senda de altura que desembocaba en la Quebrada de Chachapoyas, que les permitiría empalmar con el camino del norte, que llevaba a Jujuy, a la altura del campo de la Cruz, donde no existían fortificaciones semejantes. Aprovechando la lluvia que disimulaba sus acciones, el ejército emprendió la marcha a través del áspero terreno, avanzando lentamente a causa de la dificultad de transportar los pertrechos y la artillería. El 18 se apostaron en el campo de los Saravia, ubicado en esa zona, mientras el capitán, disfrazado de indígena arriero  llevaba una recua de mulas cargadas de leña hasta la ciudad, con la intención de informarse de las posiciones tomadas por la tropa de Tristán.
El general José María Paz en sus Memorias póstumas describió el orden de batalla:

Nuestra infantería estaba formada en seis columnas de las que cinco estaban en línea y una en reserva, en la forma siguiente: 1.º principiando por la derecha, el Batallón de Cazadores a las ordenes del comandante Dorrego, 2.º y 3.º eran formadas del Regimiento N.º 6 que era el mas crecido, una á las órdenes del comandante Forest, y la otra, aunque no puedo asegurarlo á las del comandante Warnes, 4.º del Batallón de Castas á las órdenes del comandante Superi, 5.º de las compañías del N.º 2 venidas últimamente de Buenos Aires, al mando del comandante D. Benito Alvarez, 6.º y última compuesta del Regimiento N.º 1 al mando del comandante D. Gregorio Perdriel. La artillería que consistía en doce piezas, si no me engaño, estaba distribuida en los claros, menos dos que habían quedado en la reserva.

## La batalla

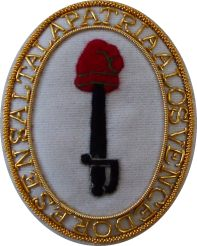
Escudo honorífico otorgado a la tropa tras la victoria de la Batalla de Salta.

El día 19, gracias a la inteligencia de Saravia, el ejército marchó por la mañana con la intención de acometer las tropas enemigas al amanecer del día siguiente.
“Ni que fueran pájaros” fue la manifestación sorprendida de Tristán cuando se le comunicó que el enemigo que era esperado por el sudeste se encontraba al norte y que había logrado posicionarse a su respecto con frente invertido; maniobra que realizara Belgrano con total éxito en Salta y que el propio Tristán la intentara –infructuosamente-, en Tucumán. Estos pájaros eran cóndores que habían puesto alas a los cañones y a los carros.
Ante la inesperada maniobra, Tristán dispuso sus tropas nuevamente para resistirlo; alineó una columna de fusileros sobre la ladera del cerro San Bernardo, reforzó su flanco izquierdo, y organizó las 10 piezas de artillería con que contaba. En la mañana del 20 Belgrano ordenó la marcha del ejército en formación, disponiendo la infantería al centro, una columna de caballería –al mando de José Bernaldes Polledo– en cada flanco y una nutrida reserva al mando de Manuel Dorrego.
La herida de bala que al inicio de la batalla recibiera Eustoquio Díaz Vélez, segundo jefe de las fuerzas y jefe del ala derecha, mientras recorría la vanguardia de la formación, no fue obstáculo para que volviera al campo. El primer choque fue favorable a los defensores, ya que la caballería del flanco izquierdo encontraba dificultad para alcanzar a los tiradores enemigos por lo empinado del terreno.
Inicialmente el combate fue favorable al bando realista. Pasado el mediodía y al observar que la batalla no progresaba, Belgrano resolvió el empleo de la mayor parte de su fuerza sobre el sector defensivo más importante realista, su flaco izquierdo. La frenética carga quebró la resistencia enemiga, obligándolos a retirarse hacia la ciudad, donde continuaron los combates.
Los batallones que formaban la segunda línea del dispositivo de Pio Tristán ocuparon el lugar dejado por los que se habían replegado. Belgrano, aún en el campo de combate condujo el centro y su ala izquierda sobre el flaco derecho y las fuerzas emplazadas en el cerro aferrándolos. Quebrada la posibilidad de contraataque, los realistas vencidos retrocedieron desordenadamente, arrastrando en su fuga a la reserva.
El tramo final de la lucha se concentró alrededor de la plaza mayor, mientras el desbande y la persecución eran confusos y cruentos. La calma llegó alrededor de las dos de la tarde, luego de tres horas de combate, cuando desde la iglesia La Merced doblaron las campanas anunciando la victoria y la rendición del invasor.

## Capitulación de las fuerzas realistas
El enviado realista a parlamentar fue el coronel La Hera quien negoció con Belgrano que al día siguiente los soldados abandonarían la ciudad en marcha, con honores de guerra, y depondrían las armas; Belgrano garantizaba su integridad y libertad a cambio del juramento de no empuñar nuevamente las armas contra los patriotas, un gesto inusual que ganó para su causa a no pocos de los combatientes enemigos. Los prisioneros tomados antes de la rendición serían liberados a cambio de los hombres que José Manuel de Goyeneche retenía en el Alto Perú.

Dígale usted a su general que se despedaza mi corazón al ver derramada tanta sangre americana: Que estoy pronto a otorgar una honrosa capitulación, que haga cesar inmediatamente el fuego en todos los puntos que ocupan sus tropas, como yo voy a mandar que se haga en todos los que ocupan las mias.

## Consecuencias

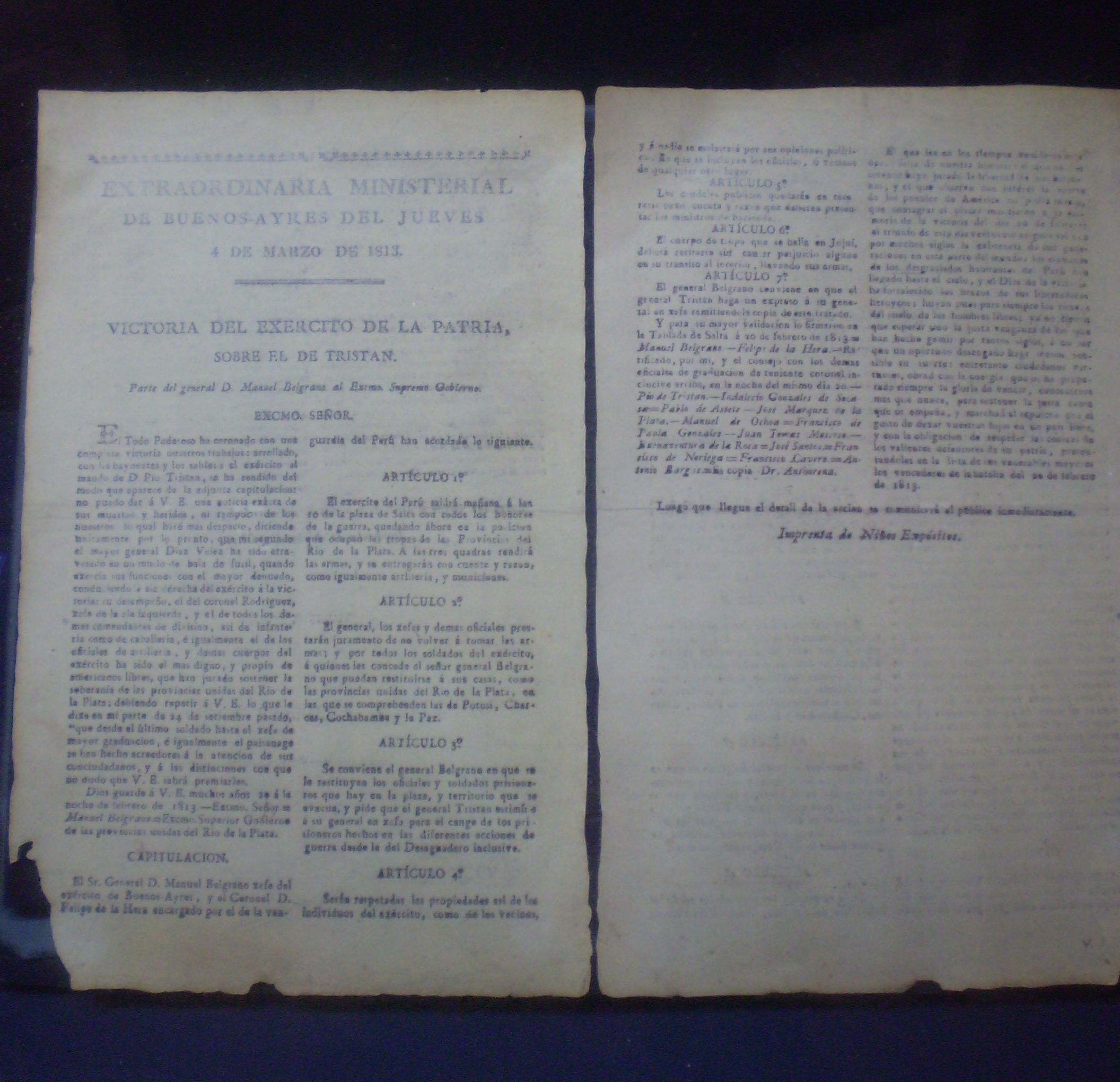
Parte de Guerra del general Manuel Belgrano sobre la capitulación del general Pío Tristán, luego de la Batalla de Salta. Museo Histórico del Norte. Salta.

Como consecuencia del triunfo patriota en la batalla de Salta, todos los 3398 soldados y oficiales del ejército realista fueron muertos o tomados prisioneros. Los españoles tuvieron 481 muertos, 114 heridos (capturados) y 203 prisioneros sanos, incluidos 17 oficiales; otros 2 generales, 7 jefes, 117 oficiales y 2023 hombres que se rindieron al día siguiente, entregando 2188 fusiles, 1096 bayonetas, 156 espadas, 17 carabinas, 10 cañones y 6 pistolas, también todo el parque de guerra y tres banderas reales. Durante la batalla habían sido capturados 5 de los cañones y 500 de los fusiles. Otras fuentes elevan el número de capitulados a 2786 hombres. El ejército de las Provincias Unidas tuvo 101 soldados y 2 oficiales muertos más 419 soldados y 14 oficiales heridos.
La generosidad de Belgrano, que abrazó a Tristán y lo dispensó de entregar sus símbolos de mando –los unía una estrecha amistad personal; habían sido condiscípulos en Salamanca, convivido en Madrid y amado allí a la misma mujer–, atraería sorpresa en Buenos Aires, pero la resonante victoria silenció las críticas y le granjeó un premio de 40 000 pesos dispuesto por la Asamblea. Belgrano declinaría recibirlo, disponiendo que el dinero se destinara a crear 4 escuelas en Tarija, Tucumán, Jujuy y Santiago del Estero; el libramiento de los fondos sería una deuda histórica que comenzó a pagarse 161 años después, hasta que se equiparon las de Tarija en 1974, la de Tucumán en 1998 y la de Jujuy en 2004. La de Santiago del Estero no se sabe qué pasó.
La batalla de Salta fue la lid en que por primera vez flameó la enseña patria en una acción de guerra y resultó una nueva e importante victoria para los revolucionarios. Como consecuencia de este triunfo los ejércitos realistas fueron detenidos en su avance hacia el sur y estas tierras nunca más pudieron ser recuperadas para el extinto Virreinato.
Esta decisiva batalla fue:

la primera y única rendición de un cuerpo de ejército enemigo en batalla campal, que registra la Guerra de la Independencia.

Belgrano nombró a Díaz Vélez gobernador militar de la provincia de Salta y este colocó a la bandera argentina por primera vez en el balcón del Cabildo y los trofeos apoderados de los realistas los ubicó en la Sala Capitular.
Los triunfos de Tucumán y Salta permitieron la recuperación del Alto Perú por los rioplatenses. Díaz Vélez, como jefe de la avanzada del ejército vencedor en la segunda campaña al Alto Perú, entró triunfante en la ciudad de Potosí, el 7 de mayo de 1813.

## Los juramentados de Salta
Los prisioneros realistas, entre ellos el mismo Tristán, fueron puestos en libertad luego de jurar que no volverían a tomar las armas contra la revolución americana, sin embargo el arzobispo de Charcas (Moxó) y el obispo de La Paz (La Santa) los eximieron de su juramento declarando que Dios no consideraba válidos los tratados hechos con los insurgentes a quienes se consideraba herejes.
Con los oficiales y soldados que quisieron volver al servicio el mariscal Pezuela formó un batallón de infantería y un escuadrón de dragones llamados ambos "Partidarios" y que se distinguieron posteriormente en las batallas de Vilcapugio y Ayohúma. Cada vez que alguno de estos juramentados era tomado prisionero, sin embargo, era fusilado inmediatamente por la espalda, y señalados sus cadáveres con un cartel: «Por perjuros e ingratos a la generosidad con que fueron tratados en Salta».

## La cruz

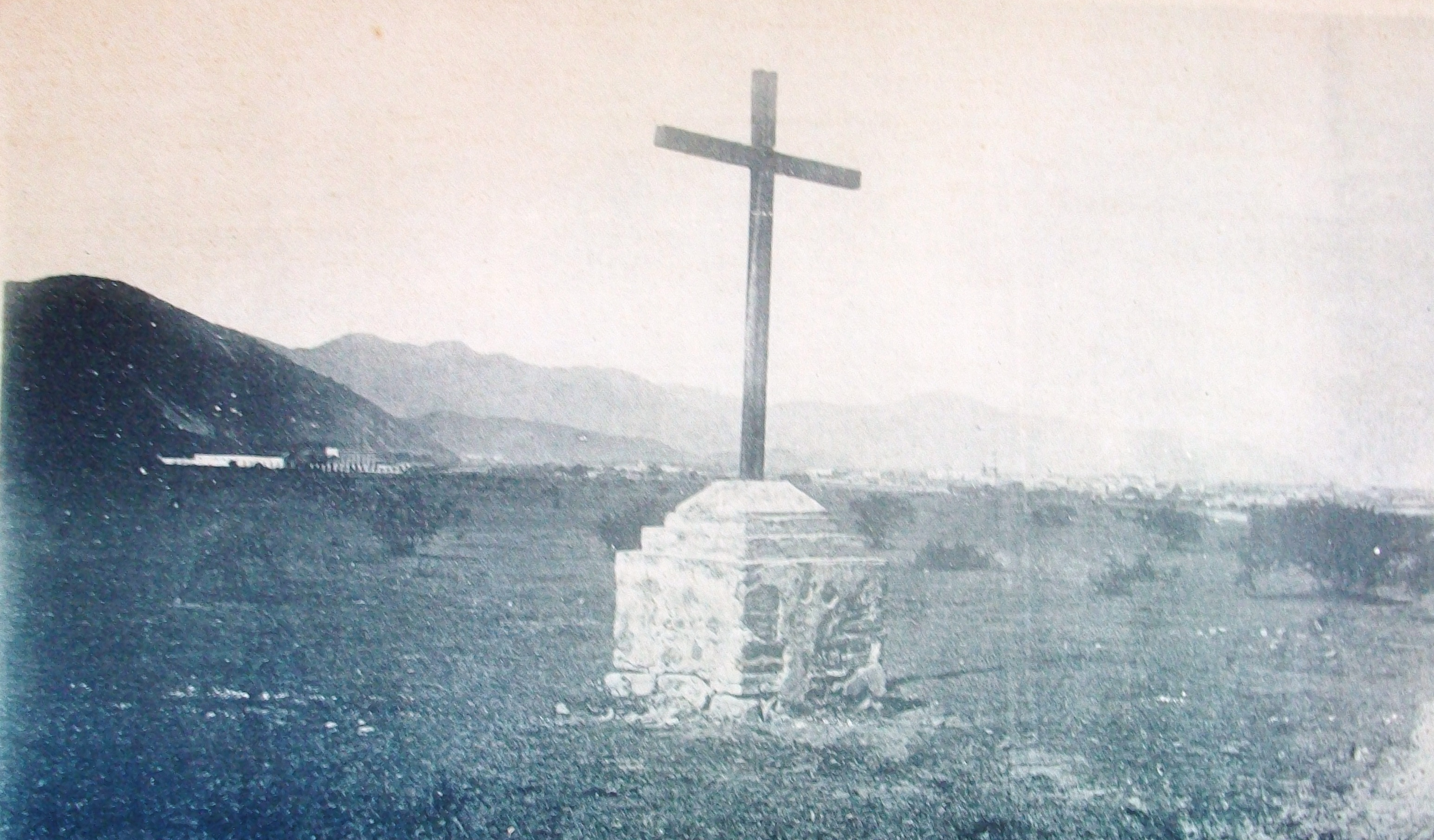
Cruz del campo de Castañares.

Belgrano dispuso se enterraran los 480 caídos realistas y los 103 independentistas en una fosa común. Allí ubicó una cruz de madera con la leyenda: “Vencedores y vencidos en Salta, 20 de febrero de 1813”.
Esta sencilla cruz de madera fue sustituida poco tiempo después y por solicitud del propio Belgrano, al entonces gobernador Feliciano Chiclana, por otra cruz pintada de color verde y que llevaba únicamente la leyenda “a los vencedores y vencidos”.
En 1834 el gobernador Pablo Latorre ordenó la restauración de la cruz y la colocación de un basamento.
La cruz quedó olvidada hasta finales del siglo XIX en que se partió y se cayó al piso. Sus restos fueron recuperados por seminaristas y monseñor Piedrabuena los dio a las autoridades.
La cruz fue restaurada gracias a la Comisión Pro Monumento, y en el mes de mayo de 1899 las maderas depositadas en una caja de hierro con vista de cristal. Los artesanos Bellagamba y Rossi de Buenos Aires fueron los autores de esta encomienda.
Se ubicó primeramente en el atrio de la Catedral de Salta y posteriormente fue trasladada a la Iglesia de la Merced, donde se halla hasta la actualidad.

## La Noticia de la victoria llega a Buenos Aires
El 5 de marzo de 1813 llegó a Buenos Aires la noticia de la trascendente victoria. Inmediatamente se dispuso que en la Catedral se pronunciara una breve homilía 
“...cuyo asunto sea tomado del parte que de aquel glorioso suceso dirigió el general Belgrano...”
El 13 de marzo llegaron a Buenos Aires tres de las banderas realistas rendidas en la batalla. Posteriormente, el general Belgrano enviaría otras dos al Cabildo de Luján para ser presentadas a los pies de la Virgen de aquel Santuario, como había estipulado hacer si la victoria le era propicia.

Al día siguiente se realizó un solemne acto presentando las banderas ante la multitud reunida en la plaza de la Victoria.
“...Las sensaciones de placer, que se observaron en este pueblo á la vista de los trofeos de la victoria de Salta, al mismo tiempo que manifiestan el aprecio con que se miran las fatigas de los héroes, que en el campo de Marte exponen su vida por la causa común, son un verdadero testimonio de la unidad de sentimientos que afianzan hoy la seguridad del estado...”
Posteriormente fueron trasladadas ante la Asamblea General Constituyente, y por la tarde llevadas a la Capilla del Sagrario de la Catedral porteña.

## Monumento a la Batalla de Salta
Producido el éxito de la Batalla de Salta, rápidamente la Asamblea General, el 6 de marzo de 1813, mandó que:

Queda decretado un monumento duradero que se erigirá cerca del campo de batalla en honor de la memorable victoria conseguida el 20 de febrero de 1813.

Durante toda la época patria nada se hizo por conmemorar tamaña lid y fue el 15 de mayo de 1899, a través de un decreto del gobernador de la provincia de Salta que se ordenó “La restauración del monumento, de tal modo que resulte digno de los hechos conmemorados ocupando además, un sitio en los terrenos destinados para parque”. Los terrenos habían sido donados a la Municipalidad de Salta, con el propósito de “beneficiar a la población dándole un local adecuado y saludable para paseo y descanso... para que se construya un parque” por los señores Ángel y Victorino Solá en 1884.
A fin de construir el monumento se creó una comisión integrada por el vicario general y gobernador de la Diócesis monseñor Julián Toscano, el intendente municipal doctor Manuel Anzoátegui, y los el doctores Miguel Ortiz, Aniceto Latorre y Manuel Solá.
En 1890, los señores Solá ratificaron la donación realizada anteriormente respecto de las cuatro manzanas situadas en el campo de la Cruz “destinadas a la construcción del parque 20 de Febrero”.
Fueron siete los proyectos que se presentaron como consecuencia del llamado a concurso para su erección. El 28 de febrero de 1901 fue seleccionado el boceto de Torquat Tasso, artista catalán, “por su interpretación más armónica del acontecimiento de 1813”.
La piedra fundamental de la edificación fue colocada en conmemoración del 25 de mayo de 1901. La construcción del monumento tardó nueve años. Fue inaugurado el 20 de febrero de 1910, para el Centenario Argentino.
El importante y bello monumento está formado por cuatro cuerpos o planos cubiertos en piedra.
El primer cuerpo constituye su basamento en cuyos cuatro ángulos se ubican, en cada uno de ellos, las estatuas que simbolizan las cuatro virtudes cardinales: la prudencia, la justicia, la fortaleza y la templanza.
Esta base se alza en forma de pirámide de las que nacen cuatro escaleras centrales que poseen dos leones de bronce cada una. Las escalinatas culminan en una terraza.
El segundo cuerpo presenta, en cada uno de los cuatro ángulos, una corona de laureles de bronce con el nombre de los cuatro principales héroes de la batalla: el general Belgrano, el mayor general Díaz Vélez, el teniente coronel Zelaya y el comandante Dorrego. Sobre cada una de estas cuatro coronas se ubica un águila, también de bronce.
En las cuatro caras de este segundo cuerpo la comisión dispuso la inclusión de cuatro bajos relieves de bronce que representan cuatro momentos históricos de importancia:
- La formación del Ejército del general Manuel Belgrano en el Río Las Piedras, en 1813 donde el año anterior se había librado batalla.
- El Juramento de la Bandera sobre las márgenes del Río Pasaje o Juramento.
- La capitulación del general Pío Tristán.
- La fisonomía del Campo Castañares y de la Batalla del 20 de febrero de 1813.

Arriba del segundo cuerpo se ubica el tercer que es un monolito donde, también en cada uno de sus cuatro ángulos y a modo de composición con el segundo cuerpo, se levantan las figuras, confeccionadas en la misma aleación, del general Manuel Belgrano -empuñando la bandera- del Mayor General Eustoquio Díaz Vélez, del teniente coronel Cornelio Zelaya y del Comandante Manuel Dorrego.
Más arriba del frente del monolito se ubica la cruz que Belgrano colocó sobre la fosa común de los vencedores y vencidos.
En el cuarto y último cuerpo sobresale una estatua, compuesta de bronce, que representa la victoria en la célebre batalla.
Las estatuas de Belgrano, Díaz Vélez, Zelaya, Dorrego, que son obras de arte de Torcuato Tasso y del ingeniero Francisco Schmidt, fueron fundidas en París bajo la supervisión de la escultora salteña Lola Mora.
En la casa Du Val D'Osne de París se fundieron las cuatro estatuas alegóricas colocadas en los ángulos del basamento, que representan las virtudes de la prudencia, la justicia, la fortaleza y la templanza, la bandera del General Belgrano, los ocho leones de las escalinatas y las cuatro águilas.
Los cuatro bajorrelieves y la estatua de la victoria fueron fundición del Arsenal de la Nación.